# Lac Boya
Lac Boya är en sjö i Kongo-Kinshasa. Den ligger i provinsen Haut-Lomami, i den södra delen av landet, 1 200 km öster om huvudstaden Kinshasa. Arean är 7,2 kvadratkilometer. Den sträcker sig 3,2 kilometer i nord-sydlig riktning, och 3,7 kilometer i öst-västlig riktning. Sjön är omgiven av vass och har ett rikt fågelliv.